# Traffic from Paradise
Traffic from Paradise è il settimo album in studio della cantante statunitense Rickie Lee Jones, pubblicato nel 1993.

## Tracce
Testi e musiche di Rickie Lee Jones, eccetto dove indicato.
1. Pink Flamingos – 6:31
2. Altar Boy – 2:27
3. Stewart's Coat – 4:31
4. Beat Angels (Sal Bernardi) – 4:11
5. Tigers – 5:48
6. Rebel Rebel (David Bowie) – 4:39
7. Jolie Jolie – 4:26
8. Running from Mercy (Jones, Leo Kottke) – 6:01
9. A Stranger's Car – 2:53
10. The Albatross (Jones, Kottke, John Leftwich) – 3:12